# Ватбан Ибрагим ат-Тикрити
Ватбан Ибрагим аль-Хасан ат-Тикрити (1952 — 13 августа 2015) — иракский политический и государственный деятель Ирака, министр внутренних дел Ирака (1991—1995); единоутробный брат Саддама Хусейна. Арестован 13 апреля 2003 года при попытке к бегству в Сирию.

## Биография
Ватбан Ибрагим был смещён в 1983 году с поста губернатора родной провинции Хусейна Салах-эд-Дин вместе с двумя другими братьями — Барзаном и Сабауи. Существуют несколько версий, почему Саддам сместил всех своих братьев, но ни одна из них не имеет полного подтверждения. По одной версии, все трое готовили заговор против Саддама, по другой — в результате семейного скандала, который мог быть связан со смертью их матери в том же году. Как бы то ни было, но через три года все братья получили новые должности.
В 1991 году Саддам назначил своего брата на пост министра внутренних дел. Во время своего пребывания на посту министра внутренних дел он обвинялся в организации депортаций, пытках и казнях сотен заключённых. В 1992 году Ватбан арестовал десятки багдадских рыночных торговцев, обвинив их в том, что они якобы спекулировали продуктами, и после суда, продлившегося меньше одного дня, приказал повесить их на фонарных столбах. В мае 1995 года Саддам отправил брата в отставку. В июле во время вечеринки в одном их ночных клубов Багдада сын президента Удей разругался с дядей (Ватбан подверг его обвинениям) и в ходе ссоры выстрелил в него. Ватбан был ранен в ногу и, как сообщается, потерял левую ногу в результате этого. Хусейн Камель в интервью немецкой газеты «Stern» сказал следующее:
"Ватбан всё ещё жив, но для него было бы лучше, чтобы он был мёртв, потому что его нижняя часть: живот и половые органы были полностью разрушены. Каждый знает, что Удей способен на нечто подобное"
По одной из версий, покушение на Удея в следующем году было связано с этим инцидентом, поскольку после стрельбы отношения между дядей и племянником стали непростые.

## Заключённый
Был включён в список разыскиваемых иракских лидеров, выполненный в виде колоды карт (пятёрка пик). 13 апреля 2003 года при попытке пересечь иракско-сирийскую границу близ населённого пункта Рабия к северо-западу от Мосула, Ватбана Ибрагима арестовали коалиционные силы. Его в тот же день переправили на американском военном вертолёте в неназванное место для допросов.
1 июля 2004 года Ватбан с Саддамом и другими 10 представителями свергнутого режима предстал на первом заседании специального трибунала и выслушал предъявляемые ему обвинения. Спустя год иракский трибунал сделал доступной широкой публике видеозапись очередного допроса Ватбана и Барзана ат-Тикрити. В частности, оба брата были допрошены в связи с убийствами и арестами файлийских курдов, живших в Ираке. Файлийские курды — это курды-шииты, живущие в районе северо-восточного Ирака рядом с иранской границей. Саддам насильственно депортировал десятки тысяч из них во время ирано-иракской войны, обвинив в шпионаже в пользу Тегерана.
За сутки до своей казни Саддам Хусейн попросил свидания с Ватбаном и Сабауи. Во время встречи в тюрьме он передал им прощальные письма для своей семьи и заявил, что рад, что ему «суждено принять смерть от своих врагов и стать мучеником», а не прозябать в тюрьме до конца своих дней.

### Трибунал
29 апреля 2008 года Ватбан ат-Тикрити предстал перед судом по обвинению в казни 42 торговцев в 1992 году.
11 марта 2009 года ат-Тикрити был приговорен к смертной казни через повешение.
Умер в тюрьме от острой сердечной недостаточности 13 августа 2015 года.